# Meliore di Jacopo

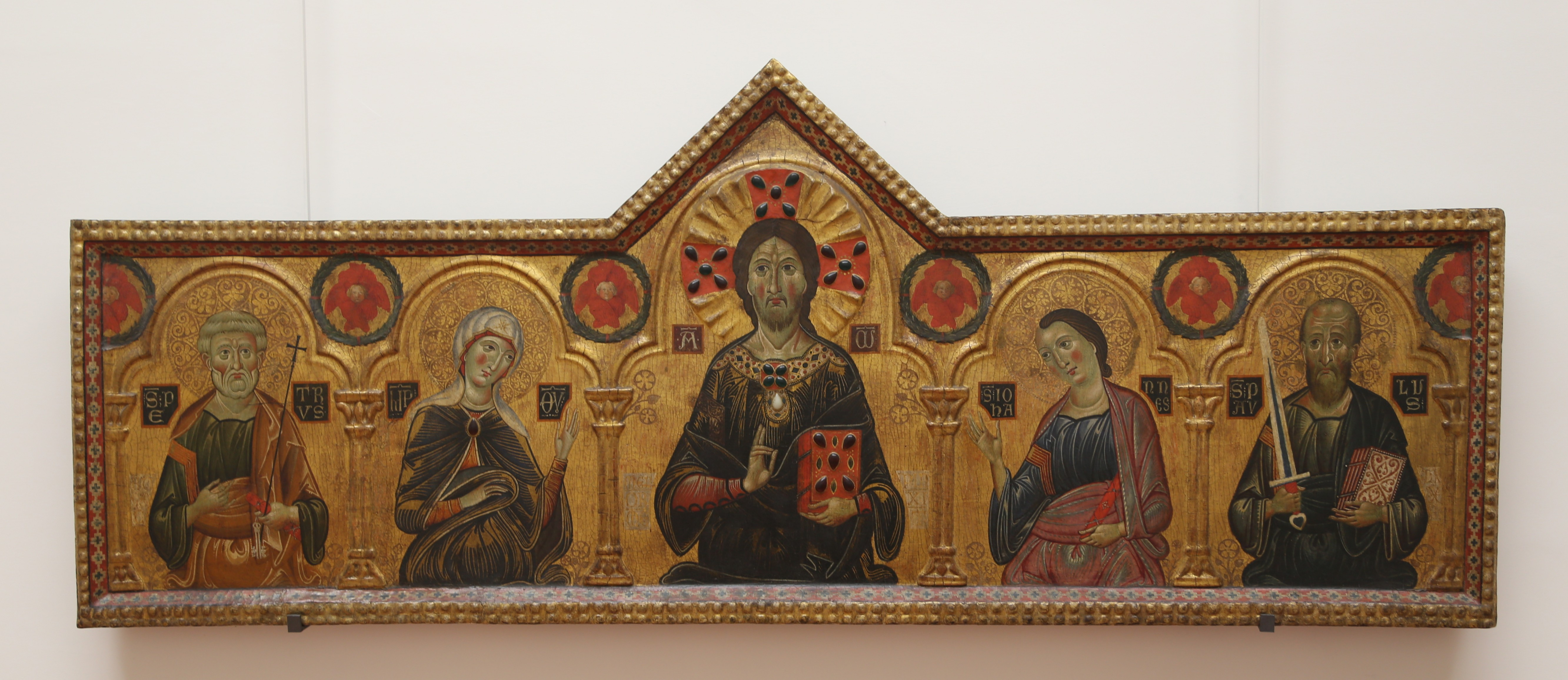
Meliore, Redentore tra la Vergine e tre santi, 1271, Uffizi

Meliore di Jacopo (Firenze, tra il 1230 e il 1240 – 1285) è stato un pittore italiano attivo nella seconda metà del XIII secolo.

## Biografia e attività
Di origine fiorentina, è uno dei pochi pittori del Duecento ad essere testimoniati con documenti storici contemporanei e ad aver firmato alcune opere la cui attribuzione è quindi certa.
Fu P. Bacci a collegare il Migliore dipintore, populi Sancti Jacobi tra le fosse, che compariva nella lista dei cittadini fiorentini che avevano preso parte alla Battaglia di Montaperti nel 1260, con il pittore che si era firmato MELIOR nel dossale conservato alla Galleria degli Uffizi, recante la data 1271.
Sicuramente Meliore aveva già iniziato la sua attività nel 1260 se in quell'elenco figurava quale uno dei più apprezzati maestri attivi nella città di Firenze.

### Le opere giovanili

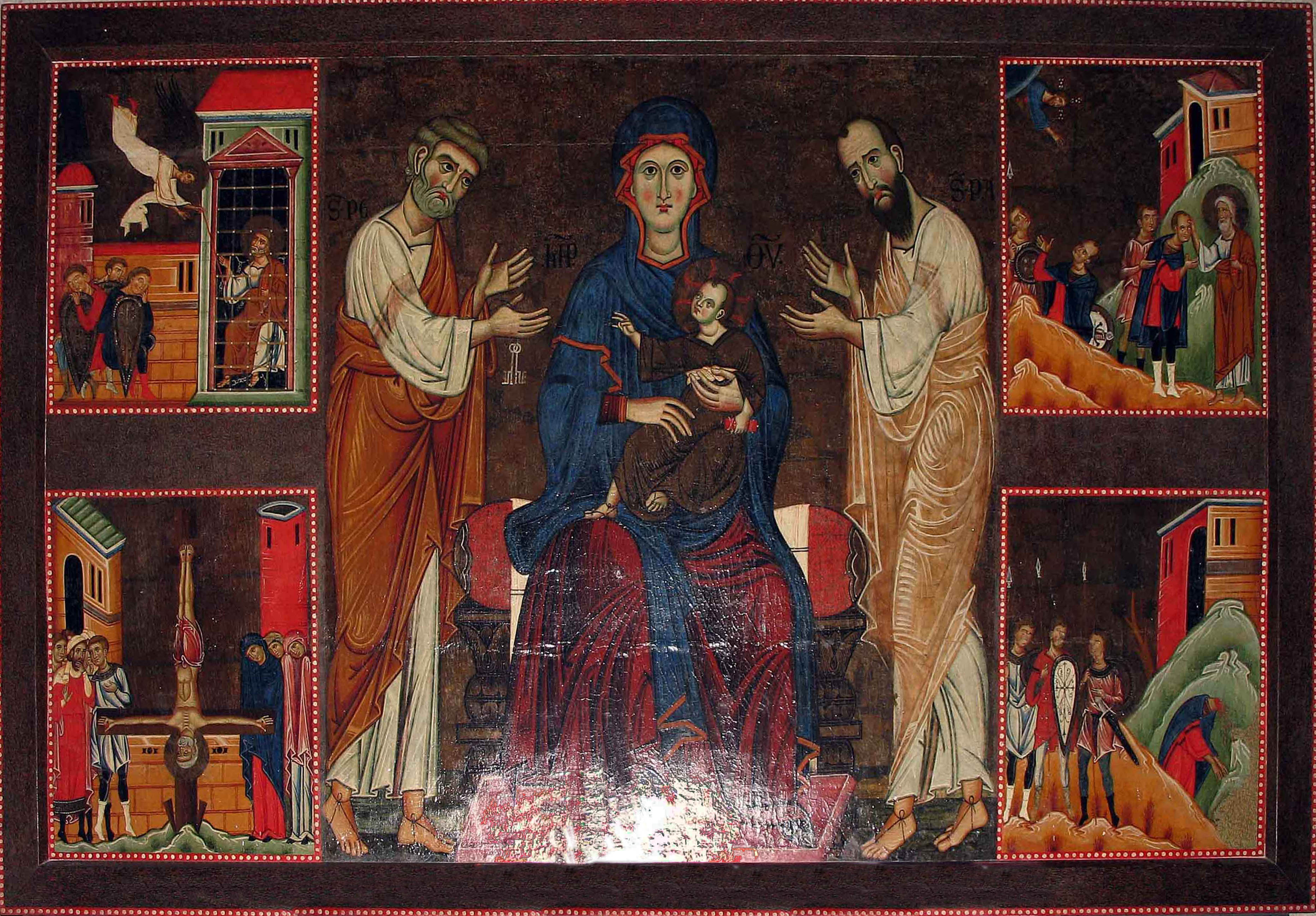
Madonna col Bambino in trono fra i Santi Pietro e Paolo dalla pieve di San Leolino a Panzano in Chianti

Sono stati individuate come opere giovanili, risalenti agli anni '50 e '60 del Duecento, il dossale con la Madonna col Bambino in trono fra i Santi Pietro e Paolo della pieve di San Leolino a Panzano in Chianti, la Madonna Stoclet, già nella Collezione Langton-Douglas a Londra, poi nella Collezione Adolphe Stoclet a Bruxelles e in seguito apparsa in vendita da Sotheby's nel 1965 e la Madonna col Bambino all'Art Institute of Chicago.
Queste opere sono influenzate da stilizzazioni in schemi geometrici come nel Maestro del Bigallo, nel cui ambito deve essere avvenuta la sua formazione artistica.

### Le opere della maturità

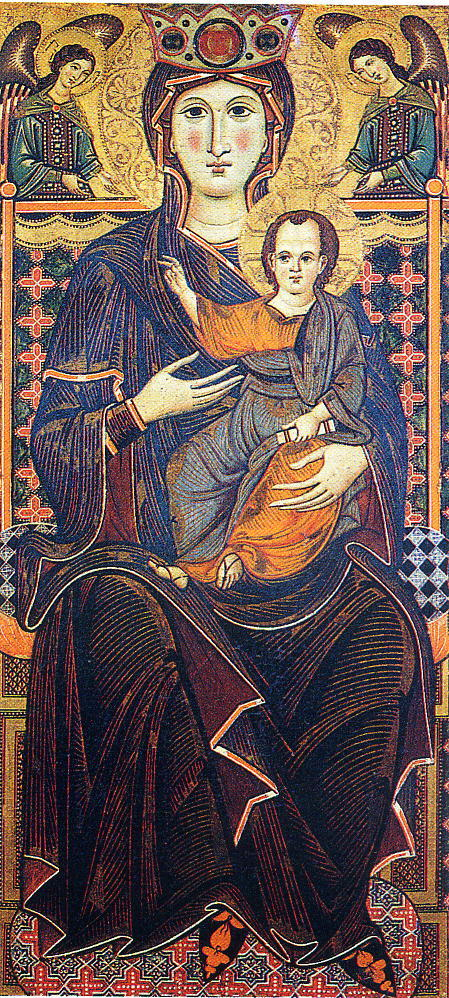
Madonna col Bambino, Certaldo, Museo di arte sacra

Le opere successive sono state ricostruite attorno ad un'opera chiave firmata e datata 1271, il già citato dossale custodito agli Uffizi, raffigurante un Cristo benedicente tra san Pietro, la Vergine, san Giovanni Evangelista e san Paolo, con un nuovo linguaggio artistico con il quale si indica generalmente la maturità di questo artista, con dei particolari caratteri fisionomici, ai quali rimase sempre fedele, e da alcuni raffinati grafismi e lumeggiature dei panneggi, simili ad alcune decorazioni di Cimabue, che decorano minuziosamente l'immagine, ma inevitabilmente ne appiattiscono la composizione.
Firmata e datata 1270 era un'altra opera, perduta o non ancora identificata, che si trovava nella chiesa di San Francesco a Barberino Val d'Elsa: vi si ammirava un Cristo tra i santi Francesco e Antonio da Padova.
Datata tra il 1270 e il 1275 è la Madonna con Bambino e due angeli conservata nel Museo di arte sacra di Certaldo e proveniente dalla vicina chiesa di Santa Maria a Bagnano. La tavola è in ottimo stato di conservazione: ha beneficiato di restauri molto superficiali solamente nel 1935 - 1936 e nel 1972. 
In occasione della mostra L'arte a Firenze nell'età di Dante, tenutasi alla Galleria dell'Accademia di Firenze nel 2004, è stata rimossa la brutta e anonima cornice: adesso è possibile vedere, in luogo della cornice, alcuni brani della pittura originale senza che essa abbia mai subito alcun intervento di restauro. Inoltre, nella parte alta della tavola è possibile, adesso, indovinare la forma originale della tavola stessa, la quale era dotata di una cuspide che però è andata perduta.
Opera più tarda è la Madonna col Bambino in trono e due angeli  conservata nella chiesa di Santo Stefano a Montefioralle (Greve in Chianti) (1270-1275 circa), dove si riscontra un'ulteriore maturazione artistica, con una maggiore spinta verso l'espressività e con un senso dello spazio un po' più definitivamente tridimensionale.

### La collaborazione con Coppo di Marcovaldo

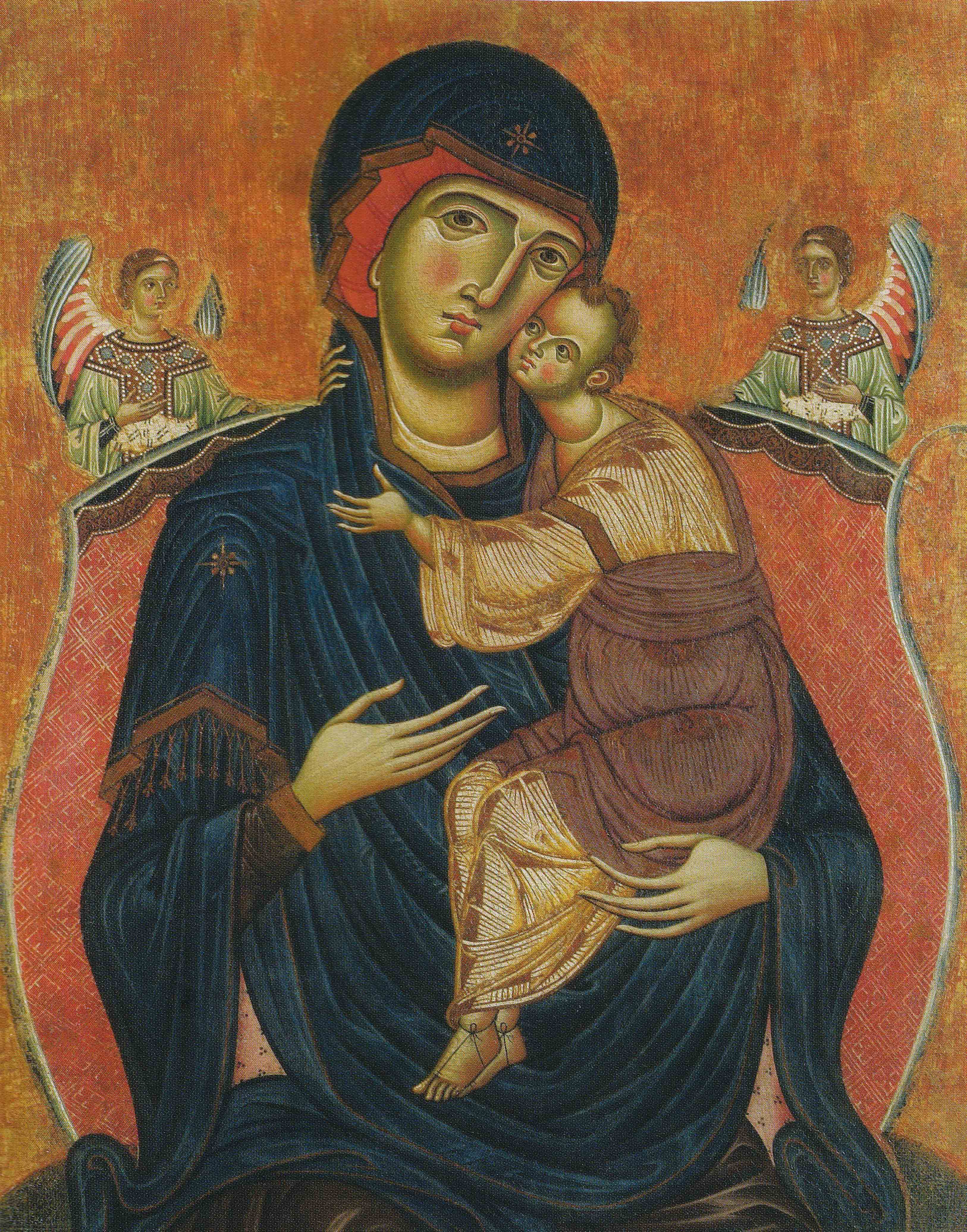
Madonna col Bambino, Museo di Arte Sacra di Tavarnelle

Resta invece di attribuzione incerta, fra numerose altre opere, la Madonna col Bambino del Museo di Arte Sacra a Tavarnelle Val di Pesa, forse dipinta in una fase di avvicinamento all'opera di Coppo di Marcovaldo, conosciuto certamente a Siena dopo la battaglia di Montaperti e con il quale ebbe modo di collaborare a Firenze, forse nella Madonna con bambino nella chiesa di Santa Maria Maggiore (opera anch'essa di attribuzione molto discussa, forse opera bizantina del XII secolo), ma sicuramente durante i lavori per la decorazione a mosaico della cupola del battistero con il celebre Giudizio Universale, eseguito tra il 1260 e il 1275 circa. A Meliore infatti sarebbero state attribuite alcune porzioni del Paradiso, come gli angeli e gli apostoli nella parte superiore.

## Il supposto "Maestro di Bagnano"
Si tratta di un nome convenzionale sotto il quale Garrison (1947-1949) aveva raccolto alcune opere che sono state poi ricondotte alla mano di Meliore.
Questo fantomatico maestro avrebbe operato tra il 1275 e il 1280, sarebbe stato influenzato fortemente da Meliore e sarebbe stato, sempre a detta del Garrison, un suo probabile alunno: avrebbe realizzato la tavola di Certaldo, la Madonna della Collezione Stoclet, la Madonna col Bambino in trono e due angeli in Santo Stefano a Montefioralle (Fi) e una Madonna nel Convento delle Oblate a Firenze.
Il Longhi fu il primo a ricondurre le opere assegnate al Maestro di Bagnano (Bagnàno è una frazione del comune di Certaldo, situata sulle colline a sud-est del capoluogo) all'opera di Meliore, non includendo tuttavia la tavola di Montefioralle.
Oggi la critica storico artistica ha cancellato questa figura.

## Opere certe
- Cristo tra i santi Francesco e Antonio da Padova, ubicazione sconosciuta, già Barberino Val d'Elsa, chiesa di San Francesco, opera firmata e datata 1270.
- Redentore tra la Vergine e tre santi, Firenze, Galleria degli Uffizi, opera firmata e datata 1271.

## Opere attribuite
- Madonna col Bambino in trono fra i Santi Pietro e Paolo, Panzano (Fi), Pieve di San Leolino, 1255 - 1260
- Madonna Stoclet, già in collezione Langton - Douglas e Adolphe Stoclet, ante 1270
- Madonna con Bambino, Chicago, Chicago Art Institute, ante 1270
- Madonna con Bambino e due angeli, Certaldo (Fi), Museo di Arte Sacra, 1270 - 1275
- Madonna col Bambino in trono e due angeli , Montefioralle (Fi), chiesa di Santo Stefano, 1270 - 1275
- Madonna col Bambino, Tavarnelle Val di Pesa (Fi), Museo di Arte Sacra, 1270 - 1280